# West Harrison
West Harrison – miasto w Stanach Zjednoczonych, w stanie Indiana, w hrabstwie Dearborn.